# Черевченко Ігор Геннадійович
Ігор Геннадійович Черевченко (тадж. Игор Геннадевич Черевченко, рос. Игорь Геннадьевич Черевченко нар. 21 серпня 1974, Душанбе, Таджицька РСР) — таджикистанський і російський футболіст, що грав на позиції захисника. По завершенні ігрової кар'єри — тренер.
Син футболіста Геннадія Черевченка, який провів майже всю кар'єру за душанбинський «Памір». У 1993—1994 роках Ігор виступав за національну збірну Таджикистану. Відомий за виступами за московський «Локомотив». У другій половині 90-х років був одним з ключових гравців команди.
У 2008 році почав тренерську діяльність. З червня 2015 по 10 серпня 2016 року — головний тренер московського «Локомотива». Перший в історії російського футболу володар Кубку Росії як гравець і тренер.

## Клубна кар'єра
Початкове футбольне навчання пройшов у спортивній школі Душанбе, тренерами в якій працювали колишні партнери його батька по «Паміру». У 1992 році в 18-річному віці став з «Паміром» чемпіоном та володарем Кубка Таджикистану. У 1994 році в матчі проти «Равшана» (10:0) забив 7 м'ячів. Згодом сім'я Черевченка перебралася до Підмосков'я. Ігор став грати у Другій лізі Росії — в Обнінську за «Індустрію».
У 1996 році був запрошений в московський «Локомотив» головним тренером Юрієм Сьоміним, який на початку своєї тренерської кар'єри керував «Паміром»; тоді в його складі грав Геннадій Черевченко. З «Локомотивом» чотири рази ставав призером чемпіонату Росії, чотири рази володарем Кубка Росії, двічі брав участь у півфіналах Кубка володарів кубків УЄФА. За час цього найуспішнішого для себе періоду кар'єри зіграв за клуб в 170 матчах, забив 9 м'ячів: Чемпіонат Росії — 123 (5); Кубок Росії — 16 (1); Єврокубки — 31 (3).
Після відходу з «Локомотива» в першій половині чемпіонату Росії 2002 року виступав за московське «Торпедо», а після невдалого перегляду в німецькому «Енергі» перейшов в «Аланію» на правах оренди. Того ж року завершив кар'єру через травми.

## Виступи за збірну
Згідно сайту «National Footbal Teams», Черевченко в 1993 і 1994 роках провів за збірну Таджикистану 4 матчі, голів не забивав. Згідно сайту «Uzfootball.uz», збірна Таджикистану в 1993 році матчів не проводила. Згідно сайту «rsssf.com», Таджикистан в 1993 році провів лише один неофіційний матч; в ньому брав участь Черевченко, у 1994 році він забив один м'яч у свої ворота в матчі зі збірною Узбекистану. За словами самого Черевченка, він забивав голи за збірну.

## Кар'єра тренера
Працював у ДЮСШ «Локомотив-Перово». З лютого 2008 року поповнив тренерський штаб Рашида Рахімова в московському «Локомотиві», зберігши посаду тренера при наступних головних тренерах. У вересні—жовтні 2014 року і з 11 травня 2015 року по 2 червня 2015 року — виконувач обов'язків головного тренера команди. 21 травня 2015 року Черевченко в статусі в. о. головного тренера виграв з «Локомотивом» Кубок Росії, обігравши у фінальному матчі «Кубань» (3:1).
2 червня 2015 року офіційно став головним тренером «залізничників». 8 серпня 2016 року повідомив про свою відставку, а 10 серпня на засіданні ради директорів клубу заяву було задоволено.
8 лютого 2017 року став головним тренером клубу ФНЛ «Балтика» (Калінінград). Після 24 турів команда посідала 19-е місце, маючи в активі 17 очок. В останніх 14 матчах команда набрала 25 очок і посіла в підсумку 14-е місце. Таким чином клуб зберіг прописку в ФНЛ.
З 2018 року — головний тренер клубу «Арсенал» (Тула).

## Статистика виступів
| Сезон | Команда            | Чемпіонат | Кубок | Єврокубки |
| 1992  | «Памір»            | ? (?)     |       |           |
| 1993  | — // —             | ? (?)     |       |           |
| 1994  | — // —             | ? (?)     |       |           |
| 1995  | Індустрія          | 36 (4)    | 1 (0) | 0 (0)     |
| 1996  | Локомотив (Москва) | 28 (1)    | 3 (0) | 4 (1)     |
| 1997  | — // —             | 25 (0)    | 3 (0) | 3 (0)     |
| 1998  | — // —             | 21 (1)    | 3 (0) | 6 (0)     |
| 1999  | — // —             | 20 (2)    | 2 (0) | 6 (0)     |
| 2000  | — // —             | 19 (1)    | 4 (1) | 6 (1)     |
| 2001  | — // —             | 10 (0)    | 1 (0) | 6 (1)     |
| 2002  | Торпедо (Москва)   | 12 (0)    | 0 (0) | 0 (0)     |
| 2002  | Аланія             | 5 (0)     | 0 (0) | 0 (0)     |

## Тренерська статистика
Станом на 10 серпня 2016 року
| «Локомотив» (М) | Росія  | 15 вересня 2014 | 3 жовтня 2014  | 3  | 2  | 0  | 1  | 66,67 |
| «Локомотив» (М) | Росія  | 11 травня 2015  | 10 серпня 2016 | 47 | 20 | 14 | 13 | 42,54 |
| Балтика         | Росія  | 8 лютого 2017   | донині         | 31 | 15 | 7  | 9  | 48,38 |
| Всього          | Всього | Всього          | Всього         | 81 | 37 | 21 | 23 | 45,67 |

## Титули і досягнення

### Як гравця

#### Командні
«Памір»
- Чемпіон Таджикистану: 1992
- Срібний призер чемпіонату Таджикистану: 1993, 1994
- Володар Кубка Таджикистану: 1992

 Локомотив
- Срібний призер чемпіонату Росії (3): 1999, 2000, 2001
- Бронзовий призер чемпіонату Росії: 1998
- Володар Кубка Росії (4): 1995–96, 1996–97, 1999–00, 2000–01

#### Особисті
- У списках 33 найкращих футболістів чемпіонату Росії (2): № 2 (1999); № 3 (1996)

### Як тренера
«Локомотив»
- Володар Кубка Росії: 2014/15

 «Істіклол»
- Чемпіон Таджикистану: 2023, 2024
- Володар Кубка Таджикистану: 2023
- Володар Суперкубка Таджикистану: 2025

## Особисте життя
- Батько — один з найвідоміших футболістів Таджикистану, ветеран «Паміра» Геннадій Черевченко (1948—2014).
- Дружина — срібний призер Олімпіади-2000, чемпіонка Європи з волейболу, спортивний коментатор Тетяна Грачова.